# Jorge Aravena (piłkarz)
Jorge Orlando Antonio „Mortero” Aravena Plaza (ur. 22 kwietnia 1958 w Santiago) – chilijski piłkarz występujący na pozycji ofensywnego pomocnika, reprezentant Chile, trener piłkarski.
Jego stryj Orlando Aravena również był piłkarzem.